# Joackim Jørgensen
Joackim Jørgensen, född 20 september 1988 i Yven, är en norsk fotbollsspelare som spelar för Østsiden IL. Han har tidigare spelat för Sparta Sarpsborg, IF Elfsborg, Viking FK och IK Start.

## Karriär
I december 2011 värvades Jørgensen av IF Elfsborg, där han skrev på ett fyraårskontrakt. I november 2013 värvades Jørgensen av Viking FK.
I januari 2017 återvände Jørgensen till Sarpsborg 08, där han skrev på ett tvåårskontrakt. I augusti 2018 skrev Jørgensen på ett treårskontrakt i IK Start med start från den 1 januari 2019. I mars 2022 gick Jørgensen till 4. divisjon-klubben Østsiden IL.